# Wilhelm Bergsten
Per Wilhelm Bergsten, född 25 oktober 1828 i Stockholm, död 12 juni 1905 i Norrköping, var en svensk läkare och konstnär.

## Biografi
Han var son till bankbokshållaren Per Adolph Bergsten och Anna Maria Carlbom samt gift första gången 1861 med Wendela Julia Elisabeth Emilia Carlson och andra gången 1872 med Octavie Sofie född von Koch och far till Nils, Carl, Ninni och Harald Bergsten. 
Bergsten blev student vid Uppsala universitet 1849, medicine kandidat 1855, medicine licentiat 1858, kirurgie magister 1859 och medicine doktor 1877 på avhandlingen Helsobringande sommarlif. Han var läkare vid Furusunds havsbad i Stockholms län 1859 och 1860, praktiserande läkare i Norrköping från 1860, tillförordnad lasarettsläkare där 1861–1862, läkare vid kronohäktet där från 1863, järnvägsläkare vid bandelen Norrköping–Gistad 1873–1876, läkare vid Norrköpings epidemisjukhus 1881–1884, andre stadsläkare i Norrköping 1884–1885 och stadsdistriktsläkare där 1885–1895.

### Konstnärskap
Bergsten utförde flera små topografiska akvareller där den gamla småstadstonen från 1800-talets Norrköping blev bevarad. Han gav ut ett flertal kulturhistoriska publikationer, bland annat En konstnärsmonografi öfver Per Hörberg 1904. Föreningen Gamla Norrköping äger ett 20-tal originalakvareller utförda av Bergsten.
Han ritade ett sommarhus till sig själv, Bergstenska villan, som uppfördes 1863 på Syltberget, som då låg strax öster om Norrköping.
Wilhelm Bergsten och hans andra hustru är begravda på Matteus begravningsplats i Norrköping.

### Övriga källor
- Storkyrkoförsamlingen (A, AB) CIa1:15 (1815-1829) Bild 2230 / sid 427
- Bergsten, Per Wilhelm på SvenskaGravar.se